# Station Ząbki przystanek
Station Ząbki przystanek is een spoorwegstation in de Poolse plaats Ząbki.